# Barygenys
Barygenys is een geslacht van kikkers uit de familie smalbekkikkers (Microhylidae). De groep werd voor het eerst wetenschappelijk beschreven door Hampton Wildman Parker in 1936.
Er zijn negen verschillende soorten die leven in delen van Azië en voorkomen in de landen Papoea-Nieuw-Guinea en Indonesië. Alle soorten leven in relatief hooggelegen gebieden.

## Taxonomie
Geslacht Barygenys
- Soort Barygenys apodasta
- Soort Barygenys atra
- Soort Barygenys cheesmanae
- Soort Barygenys exsul
- Soort Barygenys flavigularis
- Soort Barygenys maculata
- Soort Barygenys nana
- Soort Barygenys parvula
- Soort Barygenys resima

Aphantophryne · 
Asterophrys · 
Austrochaperina · 
Barygenys · 
Callulops · 
Choerophryne · 
Cophixalus · 
Copiula · 
Gastrophrynoides · 
Genyophryne · 
Hylophorbus · 
Liophryne · 
Mantophryne · 
Metamagnusia · 
Oninia · 
Oreophryne · 
Oxydactyla · 
Paedophryne · 
Pseudocallulops · 
Sphenophryne · 
Xenorhina